# Suzuki
Suzuki je japanska multinacionalna tvrtka koja se bavi proizvodnjom vozila, vanbrodskih motora, invalidskih kolica i cijelog niza malih motora s unutarnjim sagorijevanjem koji imaju različitu primjenu. 

## Povijest
Tvrtku je osnovao 1909. godine Michio Suzuki i bavila se je izradom tkalačkih stanova za potrebe tada razvijene japanske industrije svile. 
Godine 1929., Michio Suzuki je izumio novi napredni tip tkalačkog stana koji je ubrzo postao vrlo popularan i glavni izvozni proizvod tvrtke. Prvih 30 godina tvrtka se je bavila isključivo usavršavanjem i proizvodnjom alata za tkanje.
Usprkos uspjehu u proizvodnji tkalačkih stanova, Suzuki je shvatio da kako bi opstao mora povećati raznolikost proizvodnje. Odlučio se je za proizvodnju automobila, koji su u to vrijeme bila vrlo tražena roba. Projekt je započeo 1937. godine i već za dvije godine proizvedeno je nekoliko prototipova.
Početkom Drugog svjetskog rata, japanska vlada je zabranila civilna vozila što je onemogućilo daljnji razvoj tvrtke. Proizvodnja tkalačkih stanova je ponovno procvala nakon rata, kada je američka vlada počela izvoziti pamuk u Japan. To je trajalo do 1951. godine kada je došlo da sloma tržišta pamuka.
To je primoralo Suzukija da se ponovno okrene proizvodnji vozila. Nakon rata postojala je velika potražnja za malim jeftinim prijevoznim sredstvima. Mnoge tvrtke počele su nuditi jednoklipne benziske motore koji pokretali bicikle. Prvi model Suzuki je proizveo 1952. godine. Taj motocikl imao je jedinstvenu značajku koje je omogućavala vozaču da se kreće tako da okreće pedala uz pomoć motora ili da odvoji pedale i vozi se isključivo sa snagom motora. Taj patent financijski je osigurao daljnje istraživanje proizvodnje motocikala. 
Nakon uspjeha prvih motocikala, Suzuki je 1955. godine proizveo i prvi automobil: Suzulight.

## Automobili
Tvrtka Suzuki uz proizvodnju vlastitih modela, proizvela je i mnoge modela za druge proizvođače automobila kao i u suradnji s njima. Suzuki modeli:
- - Aerio
  - Alto
  - Alto Lapin
  - APV
  - Baleno
  - Cappuccino
  - Carry
  - Cervo
  - Escudo
  - Esteem/Cultus Crescent
  - Fronte
  - Vitara
  - Ignis
  - Jimny
  - Kizashi
  - LJ-serija
  - MightyBoy
  - MR Wagon
  - SJ-serija
  - Sidekick
  - Splash
  - Swift/Cultus
  - SX4
  - Suzuki Twin
  - Wagon R
  - X-90
  - XL7

## Motocikli
U motosportu modeli tvrtke Suzuki su imali monogo uspjeha što je pridonijelo uspjehu u prodaji komercijalnih modela. Tvrtka Suzuki proizvela je i najbrži motor na svijetu model Suzuki Hayabusa. 
Popis Suzuki motocikala.

## Motosport
Suzuki World Rally Team je reli momčad koju podupire tvrtka i koja se natječe u Svjetskom prvenstvu u reliju.
Rizla Suzuki MotoGP je naziv momčadi koja se natječe u Svjetkom prvenstvu u motociklizmu. 

### Motociklistički prvaci na Suzukiju
| Svjetsko prvenstvo u motociklizmu                                                                                                 |                                                            | |
| Svjetsko prvenstvo 500cc | Svjetsko prvenstvo 125cc                                   | Svjetsko prvenstvo 50cc |
| 1976. Barry Sheene 1977. Barry Sheene 1981. Marco Lucchinelli 1982. Franco Uncini 1993. Kevin Schwantz 2000. Kenny Roberts Junior | 1963. Hugh Anderson 1965. Hugh Anderson 1970. Dieter Braun | 1962. Ernst Degner 1963. Hugh Anderson 1964. Hugh Anderson 1966. Hans-Georg Anscheidt 1967. Hans-Georg Anscheidt 1968. Hans-Georg Anscheidt |
| Konstruktorski naslovi |                                                            | |
| 1976., 1977., 1978., 1979, 1980., 1981., 1982.                                                                                    | 1963., 1965., 1970.                                        | 1962., 1963., 1964., 1967., 1968. |

| Svjetska prvenstva u cestovnim motociklima |                                                |                                 |
| Superbike                                  | Supersport svjetsko prvenstvo                  | F.I.M. Superstock1000 prvenstvo |
| 2005. Troy Corser                          | 1998. Fabrizio Pirovano 1999. Stéphane Chambon | 2006. Alessandro Polita         |
| Konstruktorski naslovi                     |                                                |                                 |
| 2005.                                      | 2002.                                          | 2006.                           |

Formula750
- 1973.  Barry Sheene
- 1975.  Jack Findlay

TT Formula1
- 1980.  Graeme Crosby
- 1981.  Graeme Crosby

AMA Superbike
- 1989.  Jamie James
- 1999.  Mat Mladin
- 2000.  Mat Mladin
- 2001.  Mat Mladin
- 2003.  Mat Mladin
- 2004.  Mat Mladin
- 2005.  Mat Mladin
- 2006.  Ben Spies
- 2007.  Ben Spies
- 2008.  Ben Spies
- 2009.  Mat Mladin

| FIM Endurance World Championship (Svjetsko prvenstvo u izdržljivosti) |                                | |
| Vozački prvaci (1980. – 2000.)                                        | Vozački prvaci (1980. – 2000.) | Momčadski prvaci (2000.-) |
| 1983.                                                                 | Richard Hubin Hervé Moineau    | 2002. Zongshen 2 2003. Suzuki GB - Phase One 2005. Suzuki Castrol Team 2006. Suzuki Castrol Team 2007. Suzuki Endurance Racing Team 1 2008. Suzuki Endurance Racing Team 1 |
| 1987.                                                                 | Hervé Moineau Bruno Le Bihan   | 2002. Zongshen 2 2003. Suzuki GB - Phase One 2005. Suzuki Castrol Team 2006. Suzuki Castrol Team 2007. Suzuki Endurance Racing Team 1 2008. Suzuki Endurance Racing Team 1 |
| 1988.                                                                 | Hervé Moineau Thierry Crine    | 2002. Zongshen 2 2003. Suzuki GB - Phase One 2005. Suzuki Castrol Team 2006. Suzuki Castrol Team 2007. Suzuki Endurance Racing Team 1 2008. Suzuki Endurance Racing Team 1 |
| 1997.                                                                 | Peter Goddard Doug Polen       | 2002. Zongshen 2 2003. Suzuki GB - Phase One 2005. Suzuki Castrol Team 2006. Suzuki Castrol Team 2007. Suzuki Endurance Racing Team 1 2008. Suzuki Endurance Racing Team 1 |
| 1999.                                                                 | Terry Rymer Jéhan d'Orgeix     | 2002. Zongshen 2 2003. Suzuki GB - Phase One 2005. Suzuki Castrol Team 2006. Suzuki Castrol Team 2007. Suzuki Endurance Racing Team 1 2008. Suzuki Endurance Racing Team 1 |
| 2000.                                                                 | Peter Lindén Warwick Nowland   | 2002. Zongshen 2 2003. Suzuki GB - Phase One 2005. Suzuki Castrol Team 2006. Suzuki Castrol Team 2007. Suzuki Endurance Racing Team 1 2008. Suzuki Endurance Racing Team 1 |

| Svjetsko prvenstvo u motokrosu                                                                                                  | | |
| MX3 | | MX1 |
| 2009. Pierre Renet | | 2007. Steve Ramon |
| 500cc | 250cc | 125cc |
| 1971. Roger De Coster 1972. Roger De Coster 1973. Roger De Coster 1975. Roger De Coster 1976. Roger De Coster 1982. Brad Lackey | 1970. Joël Robert 1971. Joël Robert 1972. Joël Robert 1980. Georges Jobé 1983. Georges Jobé 1990. Alessandro Puzar 1994. Greg Albertyn 2001. Mickaël Pichon 2002. Mickaël Pichon | 1975. Gaston Rahier 1976. Gaston Rahier 1977. Gaston Rahier 1978. Akira Watanabe 1979. Harry Everts 1980. Harry Everts 1981. Harry Everts 1982. Eric Geboers 1983. Eric Geboers 1984. Michéle Rinaldi 1990. Donny Schmit 1991. Stefan Everts 1993. Pedro Tragter |

Svjetsko enduro prvenstvo 

250cc dvotaktni motori
- 1990.  Karl Tianinen

| Svjetsko prvenstvo za prikoličare |                   |            |
| Sezona                            | Prvak             | Šasija     |
| Svjetski kup                      |                   |            |
| 1999.                             | Steve Webster     | LCR-Suzuki |
| 2000.                             | Steve Webster     | LCR-Suzuki |
| Superside                         |                   |            |
| 2001.                             | Klaus Klaffenböck | LCR-Suzuki |
| 2003.                             | Steve Webster     | LCR-Suzuki |
| 2004.                             | Steve Webster     | LCR-Suzuki |
| 2005.                             | Tim Reeves        | LCR-Suzuki |
| 2006.                             | Tim Reeves        | LCR-Suzuki |
| 2007.                             | Tim Reeves        | LCR-Suzuki |
| 2008.                             | Pekka Päivärinta  | LCR-Suzuki |
| 2009.                             | Ben Birchall      | LCR-Suzuki |

## Vanjske poveznice
- Suzuki Global internet stranice